# چشمه‌آب (لالی)
چشمه‌آب یک روستا در ایران است که در شهرستان لالی استان خوزستان واقع شده‌است. چشمه‌آب ۱۱۰ نفر جمعیت دارد.

## جمعیت
این روستا در دهستان سادات قرار دارد و براساس سرشماری مرکز آمار ایران در سال ۱۳۸۵، جمعیت آن ۱۱۰ نفر (۲۳ خانوار) بوده‌است.